# 連ちゃんパパ
『連ちゃんパパ』（れんちゃんパパ）は、ありま猛による日本の漫画作品。

## 概要
1994年春ごろから1997年秋ごろにかけて『パチプロ7』（綜合図書）にて連載されていた。
パチンコ漫画雑誌の連載作品ではあるが、パチンコのテクニックよりも真面目で善良な教師であった主人公がパチンコへのめり込むことにより救いようのない卑劣漢へと成り果てていく描写に重点が置かれている。
電子書籍として2018年より秋水社より配信されている。全43話。また、2020年9月12日と10月12日にKADOKAWAより描きおろしあとがき漫画を収録した全4巻の単行本が発売されている。

## あらすじ

### 第1話 - 第13話
東京で妻子と共に暮らす高校教師・日之本進。ある日に妻の雅子がパチンコで300万円の借金を作り、失踪する。借金取りの男からその事実を知らされた進と息子の浩司は借金取りから逃げ、失踪した雅子を探して鎌倉・大阪・京都と旅をしていくが、その道中で進は旅費を稼ぐため初めてパチンコに手を出す。捜索の結果2人はついに京都で雅子を発見するも、雅子は間男と共に再び蒸発してしまう。
雅子を探すため失職した進は、借金取りの家に居候させてもらい正業にも就かずパチンコにのめり込む。その傍らでパチンコの軍資金を得るために借金取りの元で取り立ての代行を始め、債務者から卑劣な方法で借金を回収するのに成功したことで悪の才能に目覚める。一方、別の間男の元で羽振りの良くなった雅子が現れて300万円で浩司を引き取ることを提案、金に目の眩んだ進は浩司を売り渡した。しかし雅子の2番目の間男は、実はネズミ講会社を経営する詐欺師だった。その間男が全ての責任を雅子へ押し付けて失踪したのが発覚すると、雅子も浩司を置き去りにして三度行方を晦ました。
その頃、進は浩司の担任である美保絵里を強姦し、彼女を妊娠させたことにより奇妙な成り行きを経て、著名な財閥の一族である絵里の実家に招き入れられる。進は期せずして財閥の後継者の地位を手に入れるも絵里の妊娠が想像妊娠だったことが判明して用済みとなり、あえなく追放される。

### 第14話 - 第28話
借金取りに頼み込んで居候を再開した進は正業へ就くことを決心するも長続きせず、進の失職を知った元教え子たちが善意でカンパした金までもパチンコにつぎ込むなど、堕落した生活を送る。
借金取りの家を追い出された進は浩司の手引きにより、新たな間男との間に授かった双子を妊娠していた雅子と再会。雅子の勤めていた弁当屋で働き始めた進は、弁当屋の土地の地上げを目論んでいた借金取りと結託して弁当屋の店長をパチンコの泥沼へ引きずり込み、地上げを成功させて大金を得る:17-23話。
借金取りの元で本格的に取り立て代行の仕事を始めた進は、取り立て上の失敗などで大金を失うもののそれでもパチンコを止められず、自らも借金取りから大金を借り受ける。だが借金取りは膨らんでいく借金をなかなか返済しない進にしびれを切らし、ついに雅子と共謀して進に対する保険金殺人を計画する。借金取りは進をフィリピンへ連れ出し暗殺しようとするも、進は持ち前の悪運によってマニラのカジノで大金を稼ぎ出し借金を精算することで無事帰国した。

### 第29話 - 最終話
あくまでもパチンコ狂いを続ける進に愛想を尽かした雅子は、本格的に彼へ離婚を迫る。進は医師の指導の下でパチンコ依存症の治療を試みるも成功せず、半ば強制的に離婚させられる。
そんな進を見かねた借金取りは彼に学習塾の仕事を斡旋する。学習塾のオーナーから叱咤激励を受けた進は教育者としての本分に立ち返り、学習塾の経営に邁進する。また、オーナーから紹介された老舗の和菓子店の娘・美佐子との縁談も纏まり、進の生活には徐々に光が差し始める。一方、新しい彼氏である奥野の元で暮らしていた雅子は自らも再びパチンコ依存症を発症し、借金を奥野に被せたまま子どもたちをも残してまたもや蒸発する:34-38話。
浩司を跡取りにしたいという美佐子の両親の希望もあり、進は学習塾を畳んで美佐子の実家である和菓子店にて働き始める。ところが不妊症だったはずの美佐子の妊娠が判明すると美佐子の両親は、進に無断で浩司を児童養護施設へ入れてしまう。借金取りが浩司を引き取るよう迫ったことで美佐子の両親も一旦は考えを改めるが、その矢先に進の作った商品から食中毒が発生し怒り狂った美佐子の両親によって進と浩司は家から追い出される:39-41話。
またしても行くあてを失くした進と浩司は、借金取りからの情報を頼りに雅子がいる鹿児島へ向かい紆余曲折の末に復縁。進と雅子は再婚し東京で再起を誓うもパチンコへの誘惑を断ちきれず、一家は借金取りが所有する田舎の土地に移住する。パチンコ屋のない環境で平和な日常を送る一家だったが、彼らがいずれまたパチンコと関わる未来を暗示する描写と共に物語は幕を閉じる。

## 登場人物

### 主な登場人物
日之本 進
主人公。34歳で、元高校の数学教師。雅子を探すため当面の資金をパチンコで稼いで以降、当人も職を失うほどパチンコへのめり込むようになる。借金取りの会社の債権回収を時々手伝っているが、その回収率は本職の借金取りも感心する程の腕前。教鞭を執っていた頃は、所謂熱血教師であり、暴走族に入っていた生徒を更生させるなど、卒業生達にも慕われていた。しかし、教職を追われて以降は、嘗ての教え子を平然と裏切り、小学生の子供達までも巻き込むような悪質な取り立てを行う、教育者以前か人間の風上にも置けない、卑劣な人物へ堕落する。
日之本 浩司
進と雅子の息子。純朴な小学生だが、何故かパチンコについて詳しく、結果的に父をパチンコに依存させるきっかけを作ってしまった。両親からは、何度も捨てられているものの、2人を見捨てず慕っている。
日之本 雅子
進の妻。パチンコで借金を作り、失踪した。非常に異性からモテるタチで、交際相手が絶えない。何度か他の男と行方を晦まし、双子の私生児まで出産するが、最終的に進と復縁した。
借金取り（本名不明）
雅子に金を貸した消費者金融「KOローン」の男。威圧的な巨体と、前科3犯の過去を持つ粗暴な性格であり、借金の取り立てや金儲けのためには手段を選ばない。一方で人情には篤く、特に浩司に対してはその境遇を幼き日の自身と重ねており、優しい態度をとる。

### その他の登場人物

#### 進の親族・家族
進の姉
進から借金を頼まれて難色を示すが、1万円を渡した。浩司よりも年上の子供を育てている。
進の両親
父は元小学校校長。借金取りの自宅に居候している進を見て失望するが、田舎に帰ることを勧め浩司と共に実家へ連れ戻す。自身のコネを使って進を山奥小学校に再就職させるもついには裏切られてしまった。
知子/良子
雅子と3番目の間男との間にできた双子の娘で、浩司の異父妹。出生直後は進から煙たがられていたが、雅子が再び失踪してからは進が引き取り、愛着の湧いた様子が描かれている。

#### 進の愛人
荒井 勝子
四菱銀行の銀行員。33歳、結婚歴無し。進に似た彼氏を2年前に亡くしている。パチンコ店で出会った進と肉体関係を結び、何かと進を金銭面で援助するが、1億8,000万円の横領が発覚したことで逮捕された。
美保 絵里
小学校の教師で、浩司のクラス担任。三住グループの令嬢で敬虔なクリスチャン。家庭が崩壊した浩司を引き取ろうとするが、連れ戻しに来た進に騙され、強姦された挙句、処女喪失してしまう。自らを強姦した進へ結婚を迫るなど、一風変わった面もあるが、基本的には良識のある善人。進と別れた後も、浩司を心配し、居候先である借金取りの自宅に電話を掛け、近況を確かめた。
中山 美佐子
36話から登場。和菓子屋の娘。不妊症でバツイチ。当初は子供嫌いと述べていたが、不妊症で子供を授かれない故の言い訳のようで、本当は子供が好きだった。進と交際し、婚約までに発展する。当初は、浩司には優しく振舞っていたが、妊娠後は一変。浩司を邪魔者扱いし、進に無断で養護施設に預けてしまう。進と別れてからは、借金取り曰く「流産した」とされる。

#### 雅子の間男
正男
雅子が最初に不倫した男。京都の旅館で雅子と性行為に及んでいた最中を進から発見される。浩司に一度カレーライスを奢っており、息子との再会を拒む雅子に対して「お前も罪なことをするな」と言い放った。
ねずみ講会社の社長
雅子の2番目の間男。本名不明。豪華な屋敷に暮らしている。ねずみ講が発覚すると、雅子に会社の法的責任をなすり付け、行方を晦ました。
双子の父親
雅子の3番目の間男で、双子（知子/良子）の父。2番目と同じく本名不明。雅子を妊娠させた際に失踪するも、妻が死んだため再会し、雅子や浩司に一緒に住もうと誘った。
奥野
36話から登場。雅子の4番目の間男で、居酒屋で板前をしている。最終的に雅子から付け込まれ、多額の借金を背負い、借金取りの斡旋でマグロ漁船の船員にさせられた。

#### その他
千春
借金取りの愛人。浩司を部屋から追い出すよう告げた。
平田法律事務所の弁護士
進の友人。序盤で雅子の失踪の相談相手となる。高校教師を退職させられた進に、再就職先としてOK塾を紹介する。進に借金を頼まれて僅かな金を渡した。
森田
進の大学時代の友人。雅子を探しに大阪へ出向いた進と浩司を自宅へ宿泊させる。進をパチンコ生活へ誘惑し、その後の元凶を作り出す。借金依存症で、2人組の男から、度々ダム現場へ連行されている。
疫病神の権太
浩司の友人。いじめを受けていた浩司を助けた。アルコール依存症の父親と年金生活の祖父の3人で暮らしており、借金取りから多額の負債を抱えている。
城田 正明
58歳。以前は工場長で20人の従業員を従え、冨美子という30歳の妻がいた。不況により離婚して貧困生活を送っている。進の罠に嵌り、自殺未遂へ追い込まれた。
城田 正夫
9歳。正明の息子。進から実家の借金生活の噂を流され、学校内で孤立する。
恵美
小学生の少女。正夫同様、進に親の借金の噂を同級生に流される。
竹田
山奥小学校の校長。進の父親の元部下。人生をやり直そうとした進を歓迎するが、進に預けた教材の購入費の一部を、パチンコ代として横領・紛失された。
新聞屋の社長
元暴力団員。雇った進を騙して恐喝した。強盗犯事件を繰り返していたが、同じく強盗になろうとした進と鉢合わせになり、殴られて逮捕された。
平田 裕一
進のかつての教え子の1人。昭和59年卒。現在は医者になり、父親の病院を継いでいる。進を励ますために、学友たちと慰労会を企画した。
田代/山上 清子/池田 要/山本 次郎/花田 咲子/小森 富美子
進のかつての教え子で、平田とは同級生。進を励ますため多額の寄付をするが、その金はパチンコ代に注ぎ込まれた。
映子
浩司のガールフレンド。
映子の父
温厚な人柄だが、裏では有名な証券詐欺師。借金取りから負債を抱えていたが、全額返済した。「返礼で危険が迫っている」と借金取りから忠告され、映子と共に行方を晦ませた。
高島 勝子
37歳。剛田英男という人物の愛人で借金の保証人をしていたが、別れたところを借金取りから狙われる。ソープに沈められかけたが、浩司と親しくなり、借金取りの温情から定食屋「おかめ」の仕事を斡旋された。
富永
泣野区役所の福祉課担当。老人宅で恐喝しようとした進を追い払った。後に生活保護を申請しようとした進と偶然再会し、彼の生活保護申請を却下したと思われる。
弁当屋の社長
雅子の雇い主。雅子が妊娠したことで、代わりに進を雇う。進に強情な態度で振舞っているが、本心では数少ない従業員として、依存している。道子という気性の激しい妻がいる。進と借金取りに騙され、凄惨な末路を辿った。
智美
キャバレー「カイビガン」のキャバ嬢。弁当屋の社長から気に入られている。
阿部/平和荘の住人たち
日之本一家が住んでいたアパート「平和荘」の住人。進を建設反対派の代表に祭り上げて、高層マンション建設の反対運動を始めるが、建設会社が提示した高額の承諾金に釣られ、全員が切り崩される。
辰巳建設の社員たち
平和荘の近郊にマンションを建設する予定だった会社の社員たち。進ら建設反対派を高額の承諾金で切り崩しにかかるも、承諾金の釣り上げを狙っていた進には、工事差し止めの仮処分申請を主張され、追い返される。
小谷
大手企業・住菱商事営業四課の課長。パチンコ店で席の取り合いから進と揉め事を起こし、暴力をふるった後に逃走。後に謝罪し、家に招いて鍋料理を奢り、和解した。本人は気付いていないが、会社からはリストラの対象にされている。パチンコ好きではあるが、進とは違い、引退後の起業資金のため、週1回で我慢する自制心を備えている。
荒川
小谷も所属する、住菱商事営業の総務部長。小谷の暴力を抗議しに来た進を利用し、小谷を退職させようと企てるも失敗した。
松居 英二
離婚調停のため雅子に雇われた弁護士。
高田 学（小川 学）
34話から登場する、学習塾「光進塾」の経営者。小学校の校長として20年、塾を経営して13年の経歴を持つ人格者。良子という温厚な妻がいる。人の良さから、失踪した人物の保証人を引き受けてしまい、借金取りから利息を取られている。借金取りの紹介で進を雇い、堕落した進を叱咤激励したり、塾の経営までも依頼して、一時的ではあるがパチンコ依存症から更生させた。進のためにお見合いを提案し、美佐子と出会うきっかけを作る。なお、39話で妻が入院した際には、進から「小川さん」という初登場時と異なる苗字で呼ばれ、妻も「小川フサ」という全く違う名前で再登場する設定ミスがある。
城田/上原/伊藤
35話で登場。光進塾に通う生徒たちで、進を慕っている。自殺未遂を起こした城田家とは無関係。
富永
進の知人。区役所の職員とは別人。パチンコ店の利用客だが、子供に光進塾の入塾を勧めてきた進に対し、人間性を疑った反応を示して拒否する。
橋口先生
児童養護施設「仁風寮」に務める女性。進の子供たちの世話をする。別の場面では、職員から「坂本先生」と異なる苗字で呼ばれる設定ミスがある。
美佐子の両親
母は36話、父は38話から登場。老舗和菓子屋「甘味堂」の経営者。当初は浩司を可愛がっていたが、美佐子が妊娠してからは、邪魔者扱いするようになり、進に無断で子供たちを養護施設へ預けてしまう。進と借金取りの芝居によって一度は改心しかけるも、その後に進のせいで食中毒事件が発生し、進と浩司を追い出した。

## 書誌情報
ありま猛 『連ちゃんパパ』 KADOKAWA、全4巻
- 第1巻 2020年9月12日初版発行、ISBN 9784041107799
- 第2巻 2020年9月12日初版発行、ISBN 9784041107812
- 第3巻 2020年10月12日初版発行、ISBN 9784041107829
- 第4巻 2020年10月12日初版発行、ISBN 9784041107836

## 反響・評価
2020年5月11日ごろからインターネット上で話題が広がり、翌5月12日には当時本作を無料配信していたマンガ図書館Zにて、会員登録しなくても全編が読める手軽さから閲覧が集中し、サーバーが一時ダウンするなどの反響が起こった。
ほのぼのとしたホームドラマを思わせるタイトルや、『BARレモン・ハート』『釣りバカ日誌』のような柔和でコミカルな絵柄でありながら、『闇金ウシジマくん』のように自己中心的な人物ばかりが登場する生々しい内容が特徴である。パチンコの資金を得るために手段を選ばなくなった主人公の進が、「債務者の子供が通う小学校の児童らに借金のことを言いふらすことで、いじめを誘発し借金取り立てを行う」シーンなどが話題となった。
反響を受けて、2020年9月から10月に初めて紙の単行本として全4巻が発売された。
マンガ解説者の南信長は「鬼畜のような所業を連発し、周りの人間をも泥沼に引きずり込みながら、無邪気に笑う姿はサイコホラーの域に達する。1話ごとに急転するストーリーはまさに弾かれたパチンコ玉のようで、結局は奈落に沈む。パチンコ好きには身をつまされる話だろう」と評した。
フリーライターの藤井夏樹は「パチンコに関する描写よりも借金にまつわる描写が多く、闇金漫画と言えるかもしれない。しかし、パチンコにハマる人の描写には妙なリアリティーがある」と述べている。
作者のありまの他作品は絵柄通りの人情ものが多く、本作は異色作といえる。ありま曰く絵柄と内容のギャップは意図的に演出したものである。ありまは過去のギャンブル依存の経験からパチンコに良いイメージを持っておらず、出版社からパチンコ漫画の執筆依頼を受けた際、断られるつもりで「パチンコ依存で破滅する人間の話なら描ける」と提案したところ、快諾されてしまったという連載経緯がある。突然のブームに対しては、ギャンブル依存症に限らずアルコール依存症やセックス依存症の場合でも結果は同じだと言い、「人は誰しもこの3つの内の1の依存症にハマる可能性があると思ってます」「この作品は取り扱い注意啓発本として見て頂ければ幸いだと思ってます」と語っている。また、主人公・進のモデルは師匠にあたるあだち勉で、パチンコも彼に引きずり回されて覚えたものであるという。